# کدوده
کدوده روستایی از توابع بخش مرکزی شهرستان فیروزکوه در استان تهران ایران است.  مردم این روستا به زبان مازندرانی صحبت می کنند.

## جمعیت
این روستا در دهستان پشتکوه قرار دارد و براساس سرشماری مرکز آمار ایران در سال ۱۳۸۵، جمعیت آن ۱۲۹ نفر (۳۹خانوار) بوده‌است.